# 충주 분기점
충주 분기점(忠州分岐點, Chungju Junction, 충주JC)은 충청북도 충주시 노은면 문성리에 설치된 평택제천고속도로와 중부내륙고속도로가 만나는 분기점이다. 평택제천고속도로 평택 방향에서  중부내륙고속도로 창원 방향으로 진출과, 중부내륙고속도로 양평 방향에서 평택제천고속도로 제천 방향으로의 진출은 불가능하다. 따라서 이 두가지 경우에는 노은 분기점을 이용해야 한다.

## 연혁
- 2007년 2월 6일 : 분기점 신설을 위해 충주시 도시계획구역 교통광장에 노은면 문성리 일원을 충주 분기점으로 고시[2]
- 2007년 8월 3일 : 분기점 신설을 위해 충주시 도시계획구역 교통광장에 노은면 수룡리 일원을 충주 분기점으로 고시[3]
- 2013년 8월 12일 : 평택제천고속도로 대소 분기점 ~ 충주 분기점 구간 개통에 따라 영업 개시[4]

## 구조물 정보
- 위치: 충청북도 충주시 노은면 문성리

## 접속하는 노선

### 평택・제천방면
- 평택제천고속도로 (12번)

### 창원・양평방면
- 중부내륙고속도로 (24번)

## 사진

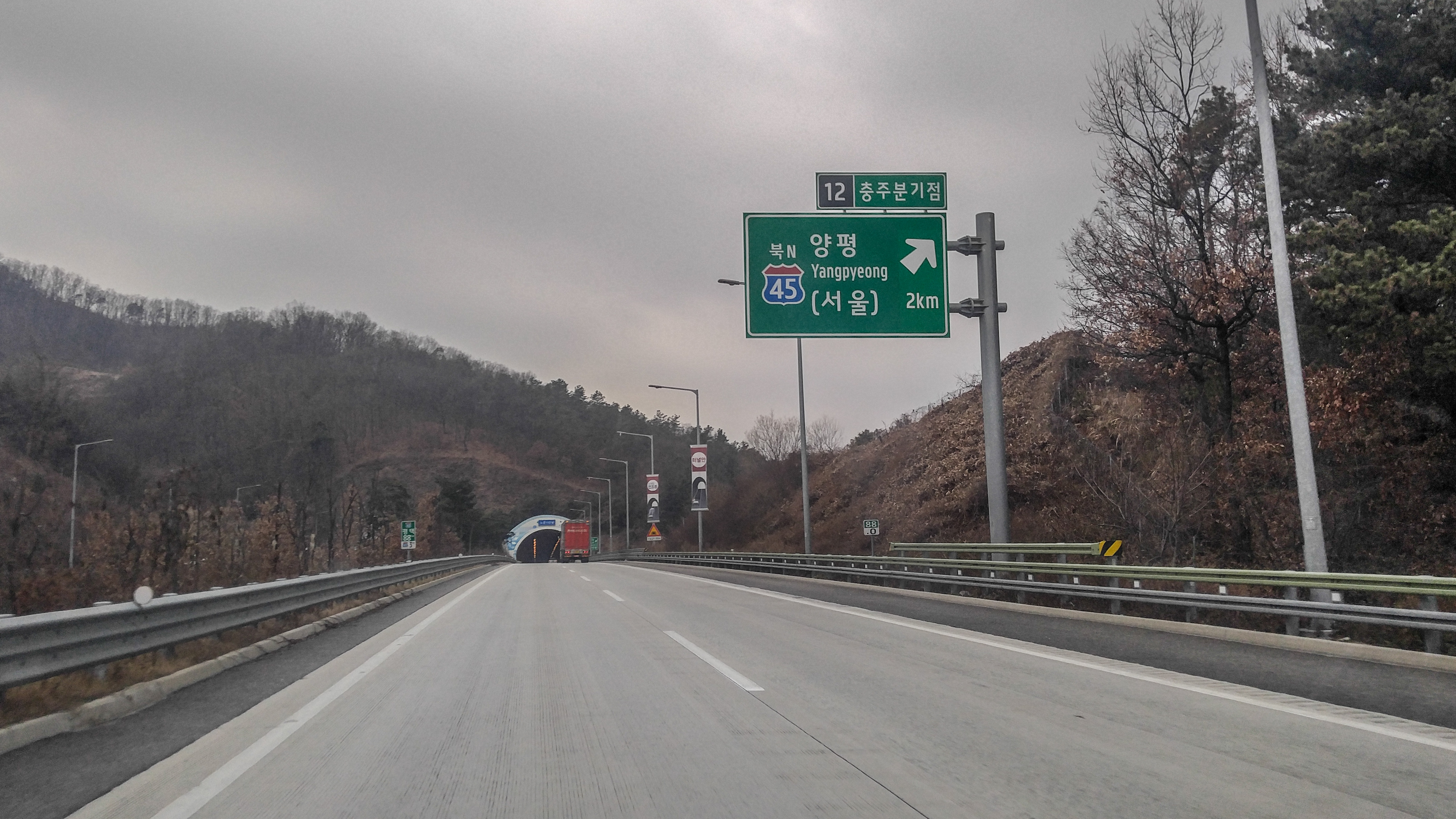
평택제천고속도로 2km 표지판 (평택 방면)
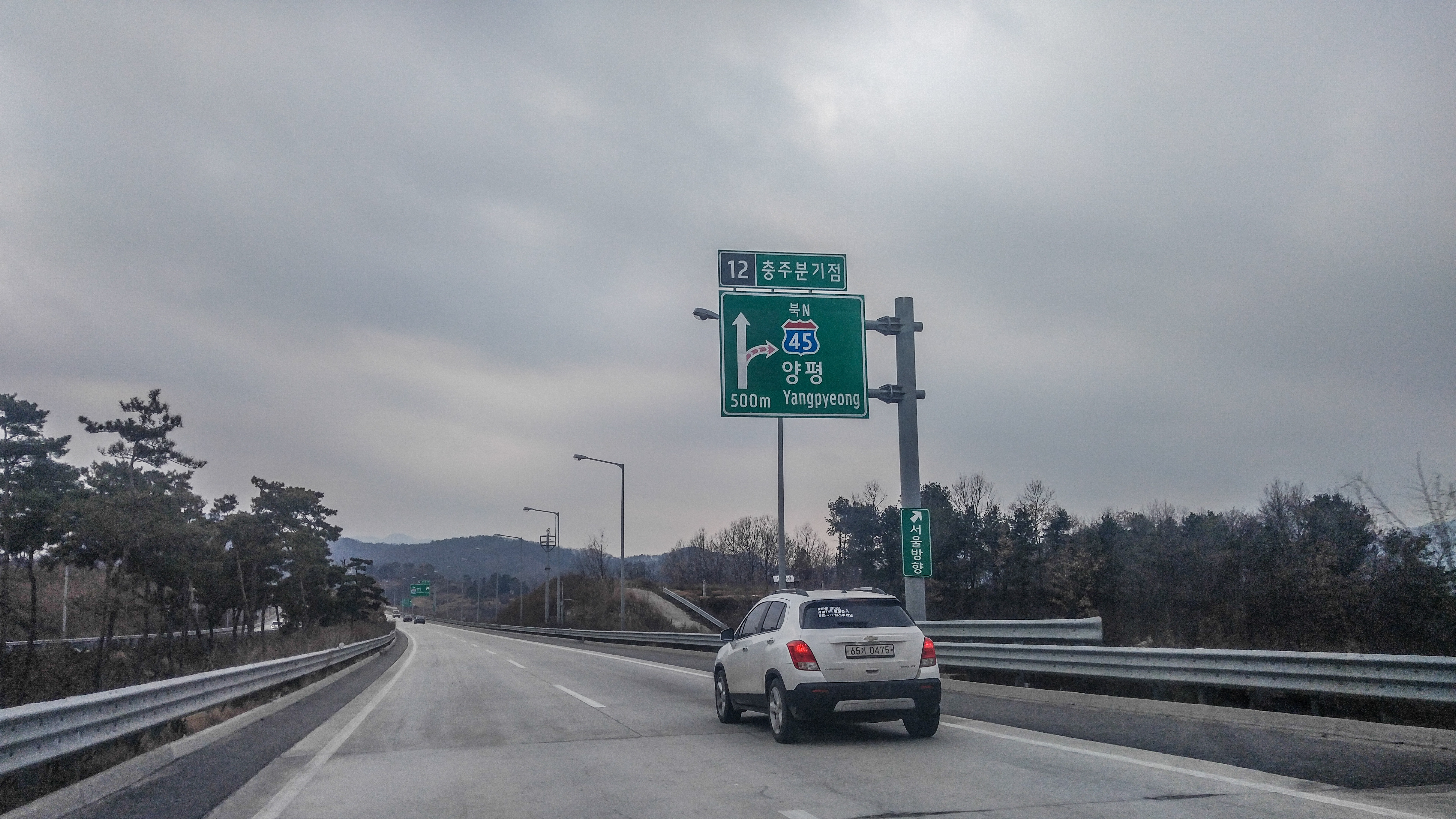
평택제천고속도로 500m 표지판 (평택 방면)
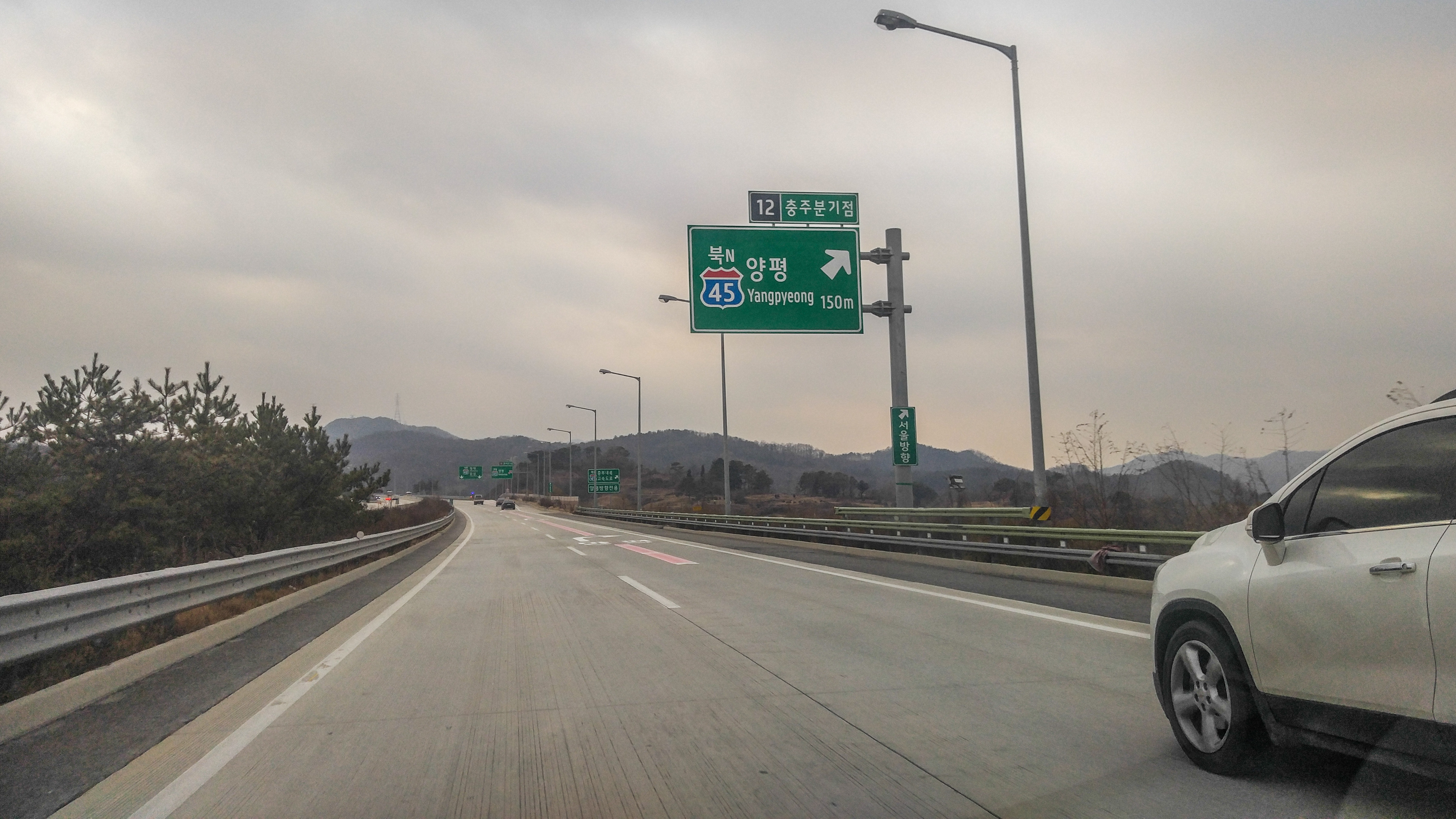
평택제천고속도로 150m 표지판 (평택 방면)
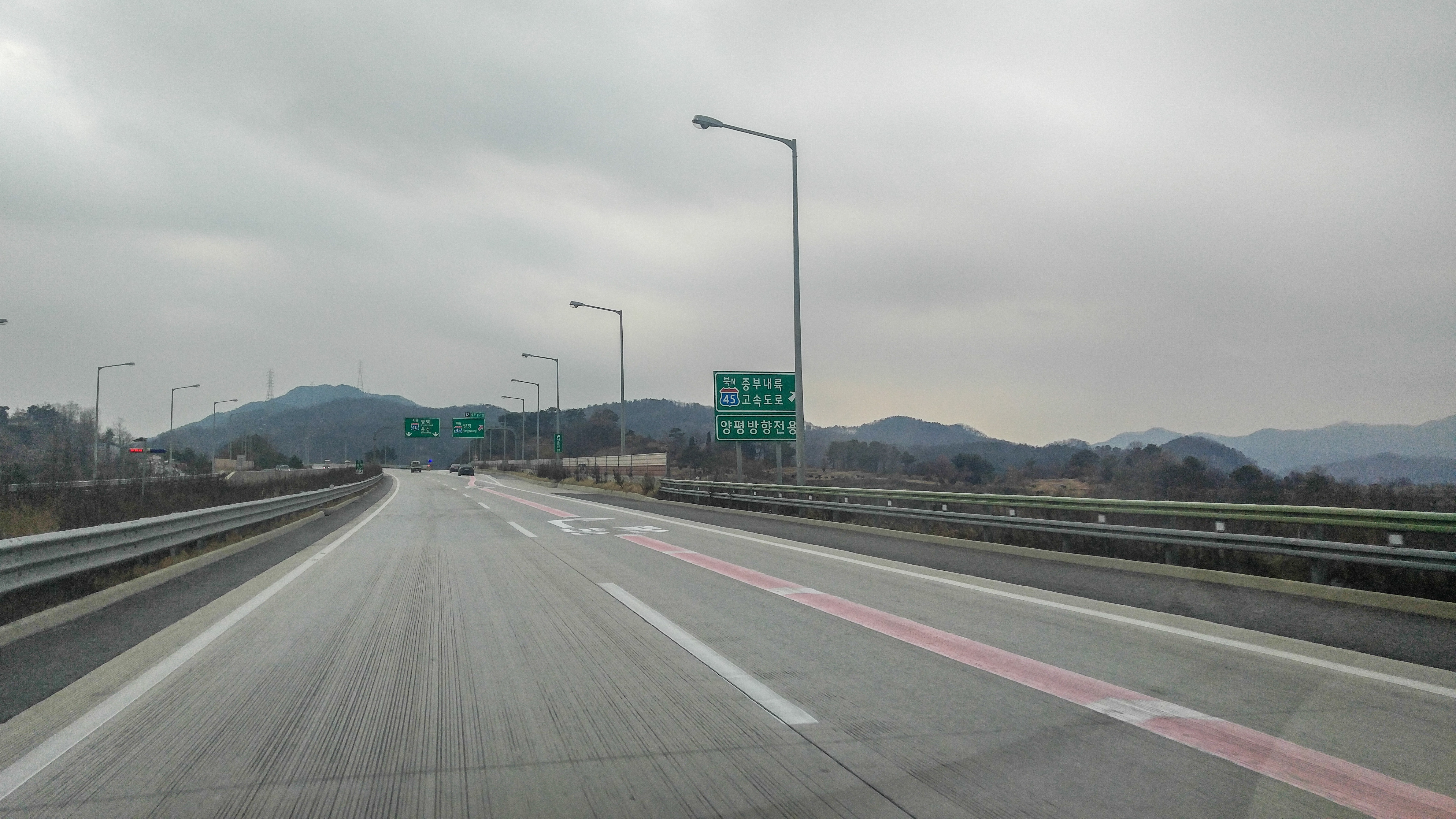
평택제천고속도로 표지판 (평택 방면)
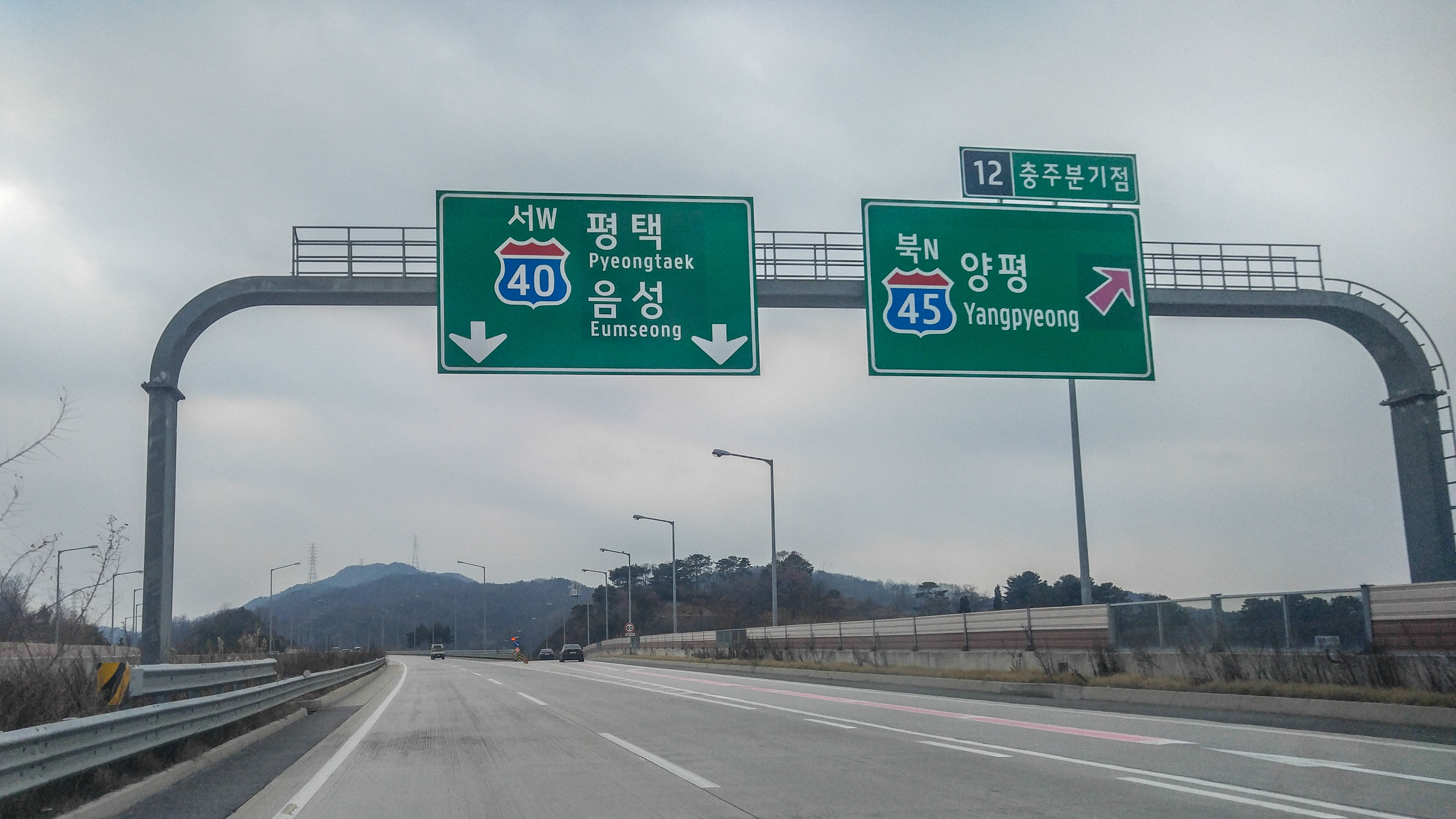
평택제천고속도로 표지판 (평택 방면)
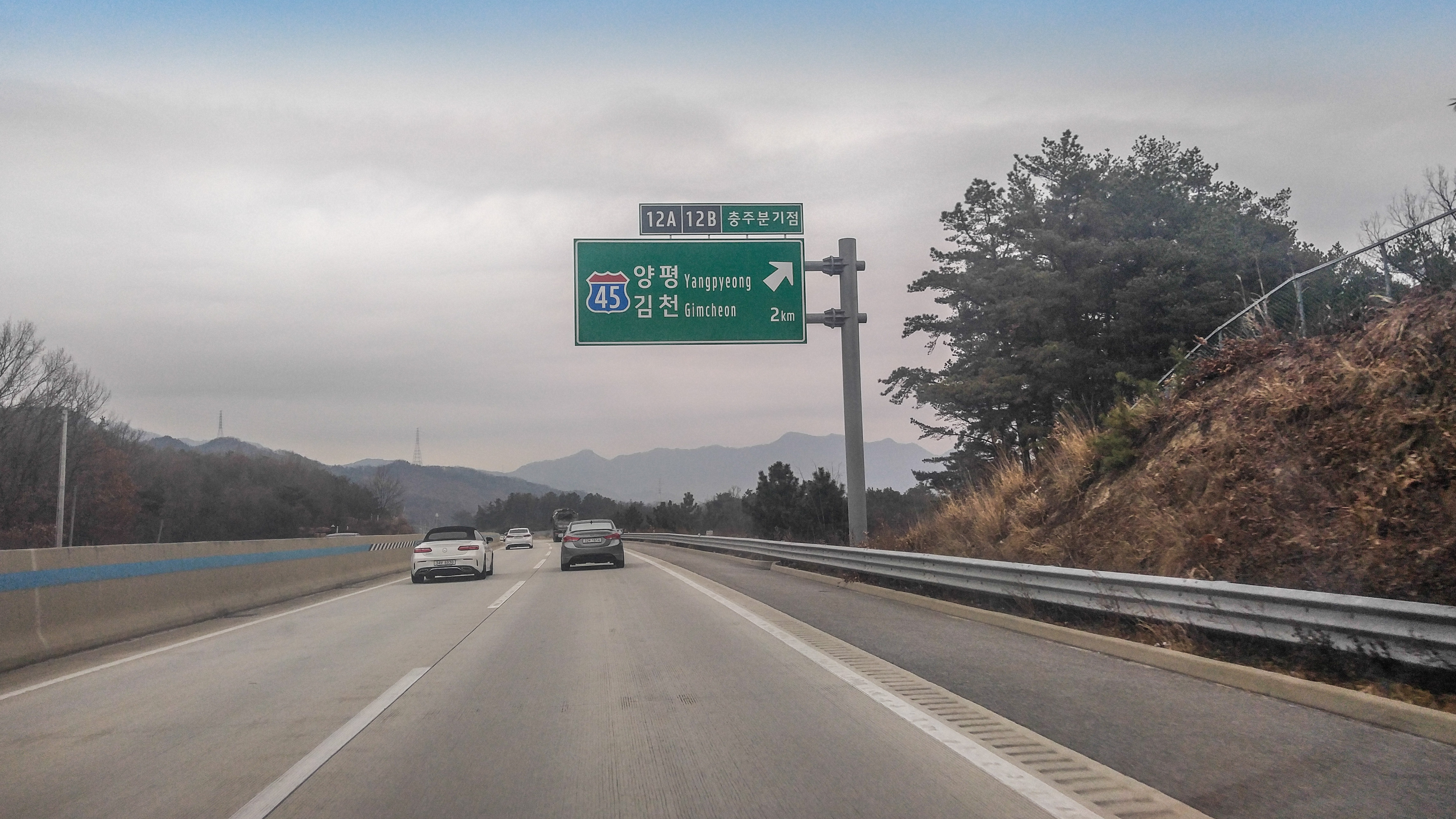
평택제천고속도로 2km 표지판 (제천 방면)
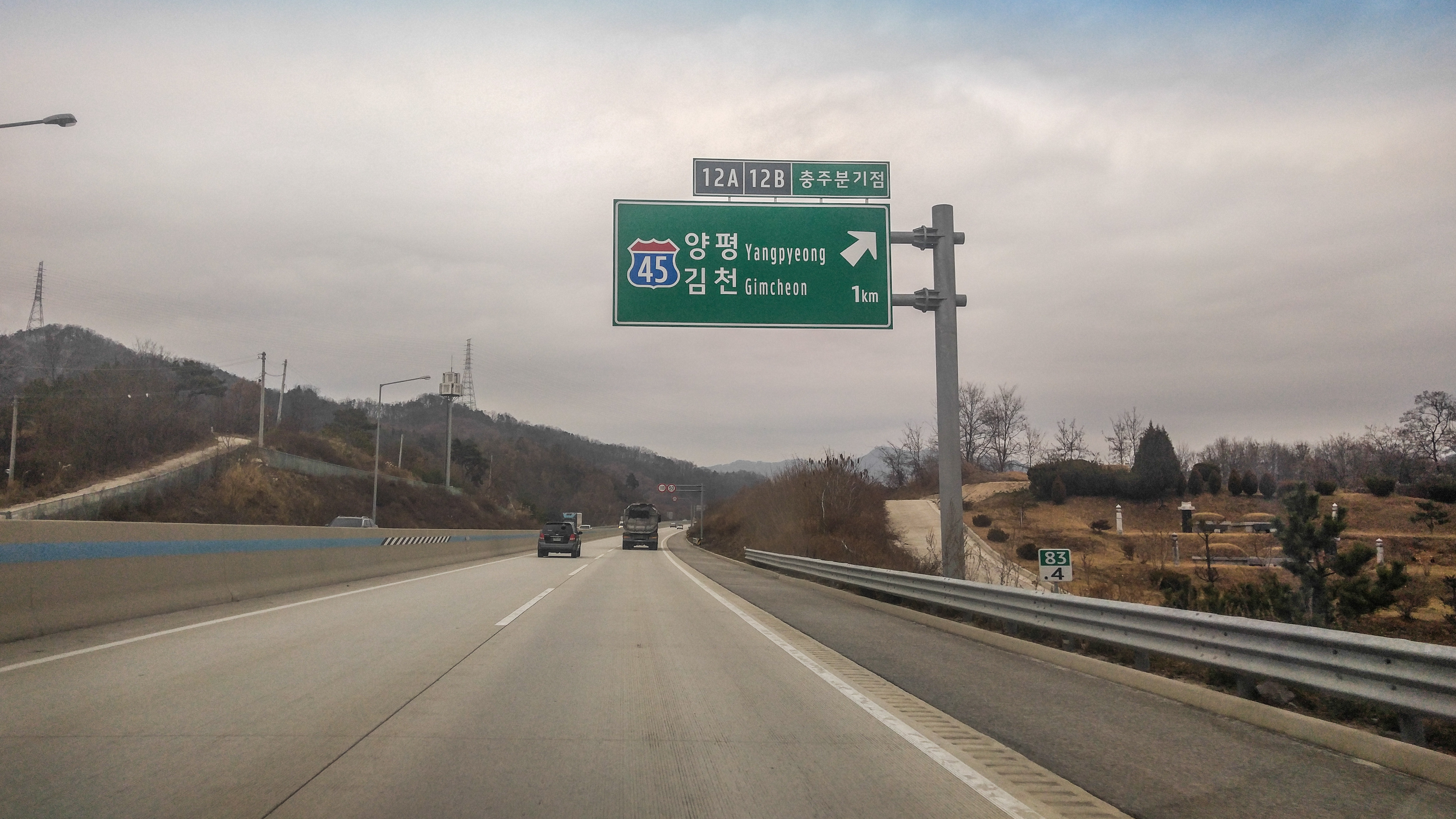
평택제천고속도로 1km 표지판 (제천 방면)
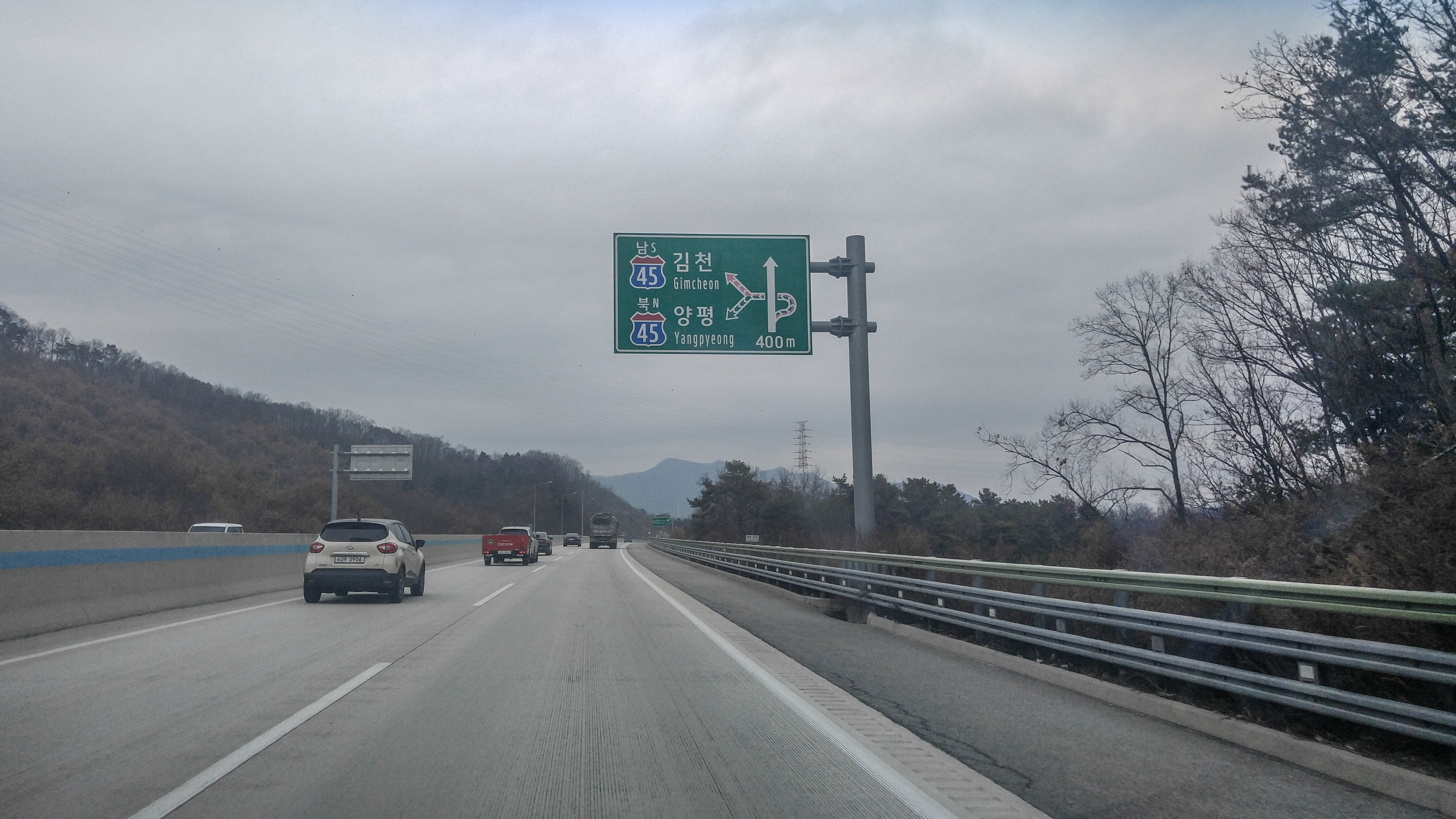
평택제천고속도로 400m 표지판 (제천 방면)
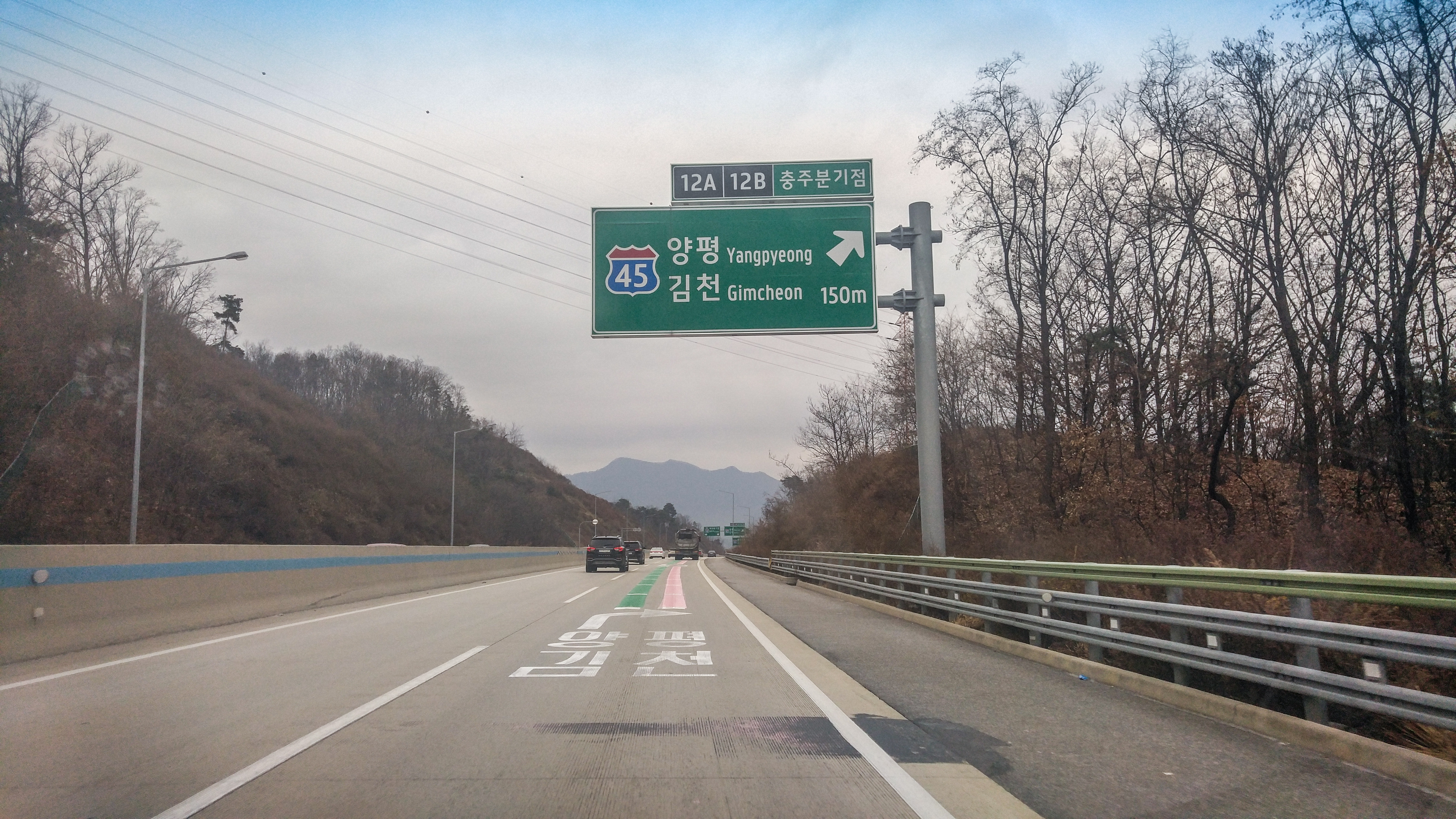
평택제천고속도로 150m 표지판 (제천 방면)
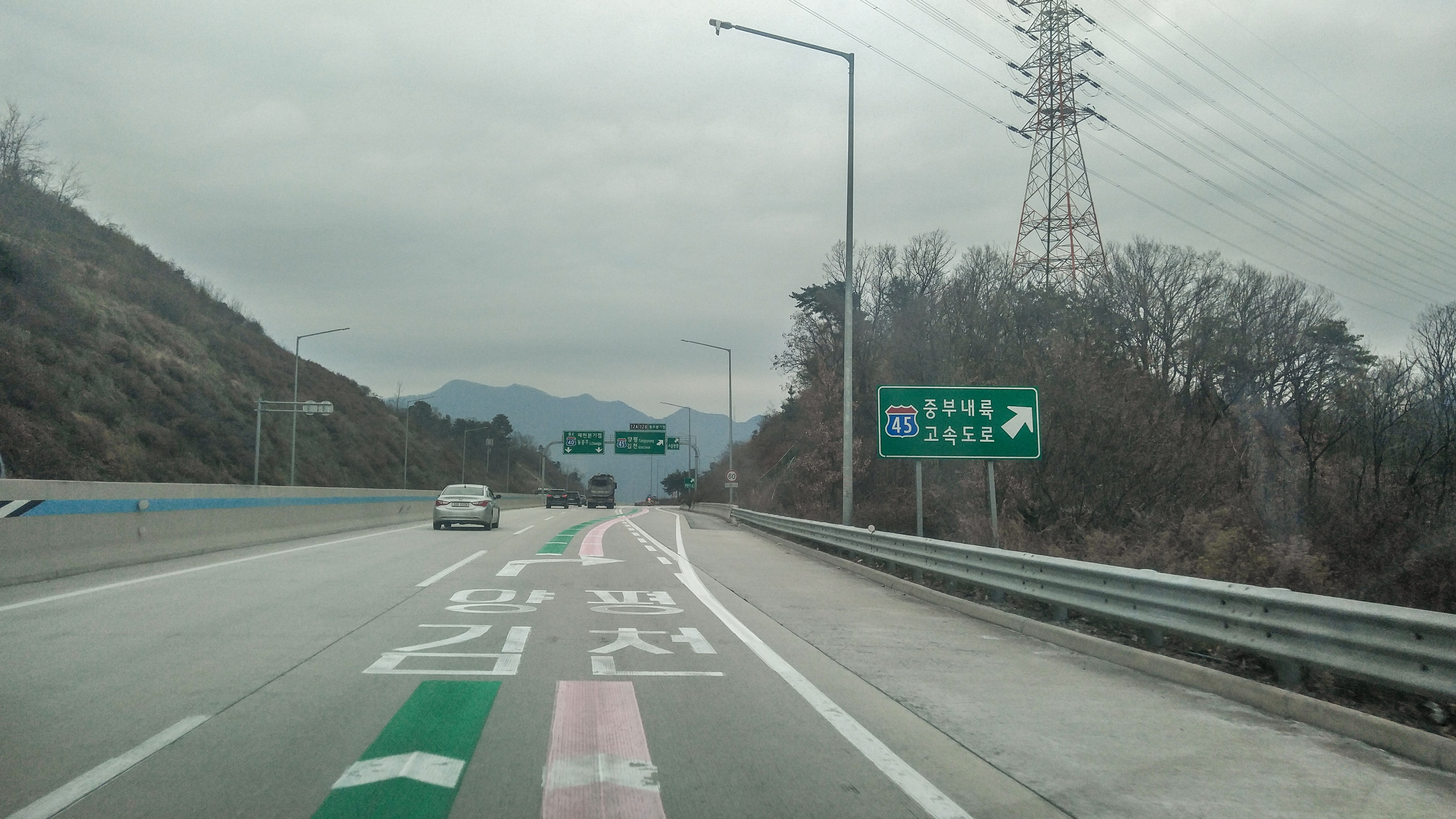
평택제천고속도로 표지판 (제천 방면)
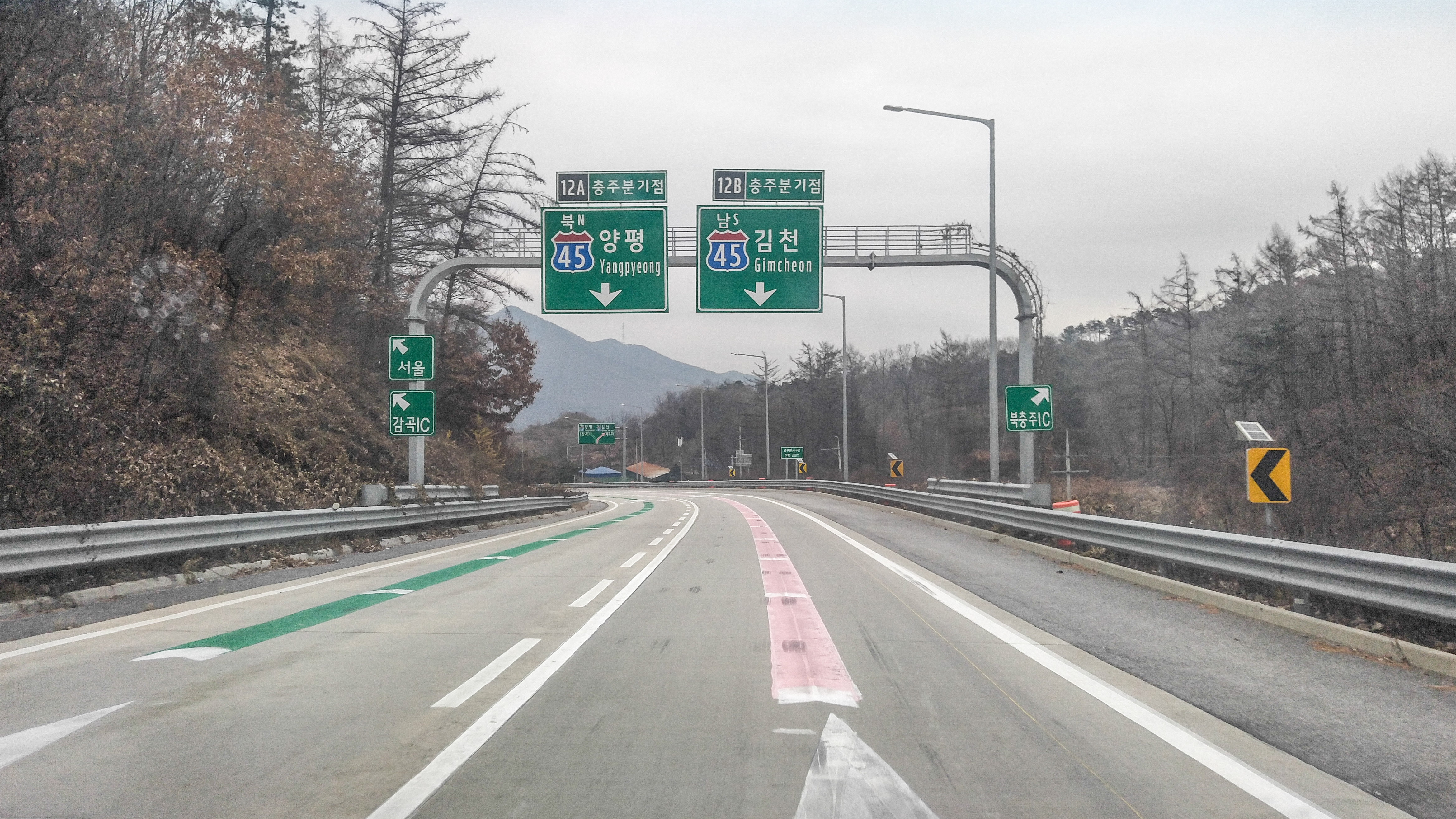
평택제천고속도로 램프 표지판
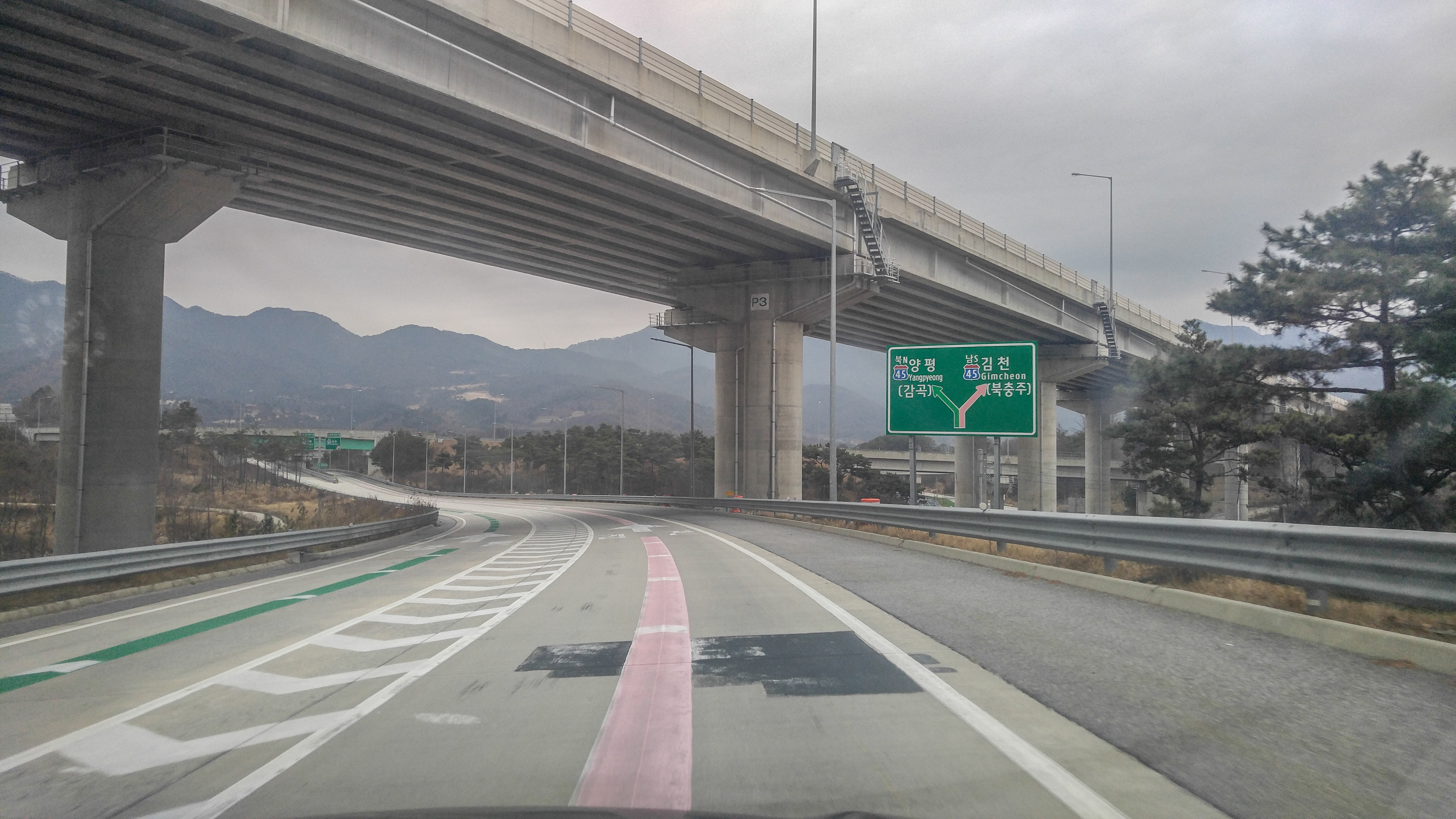
평택제천고속도로 램프 표지판
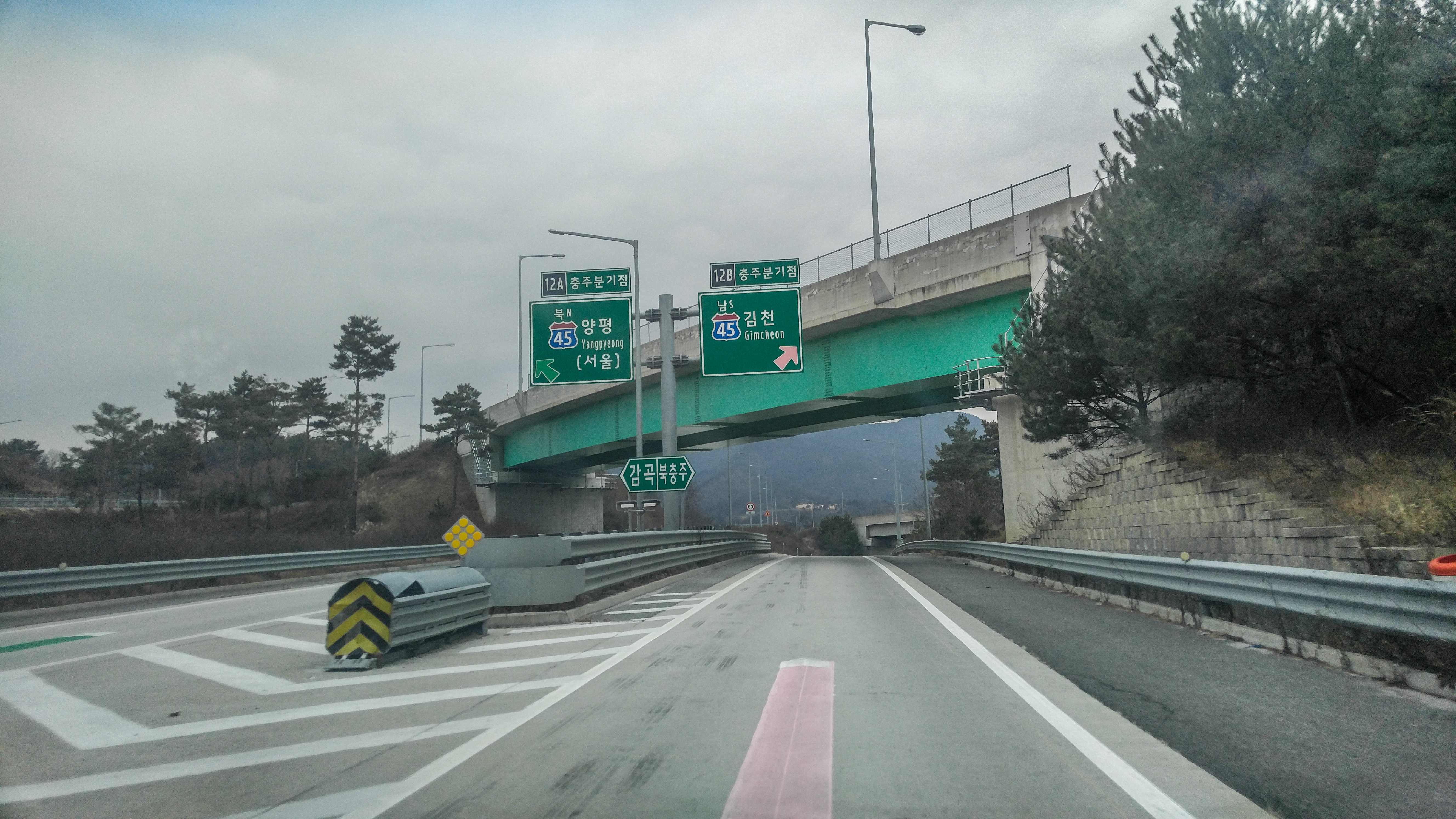
평택제천고속도로 램프 분기부 표지판
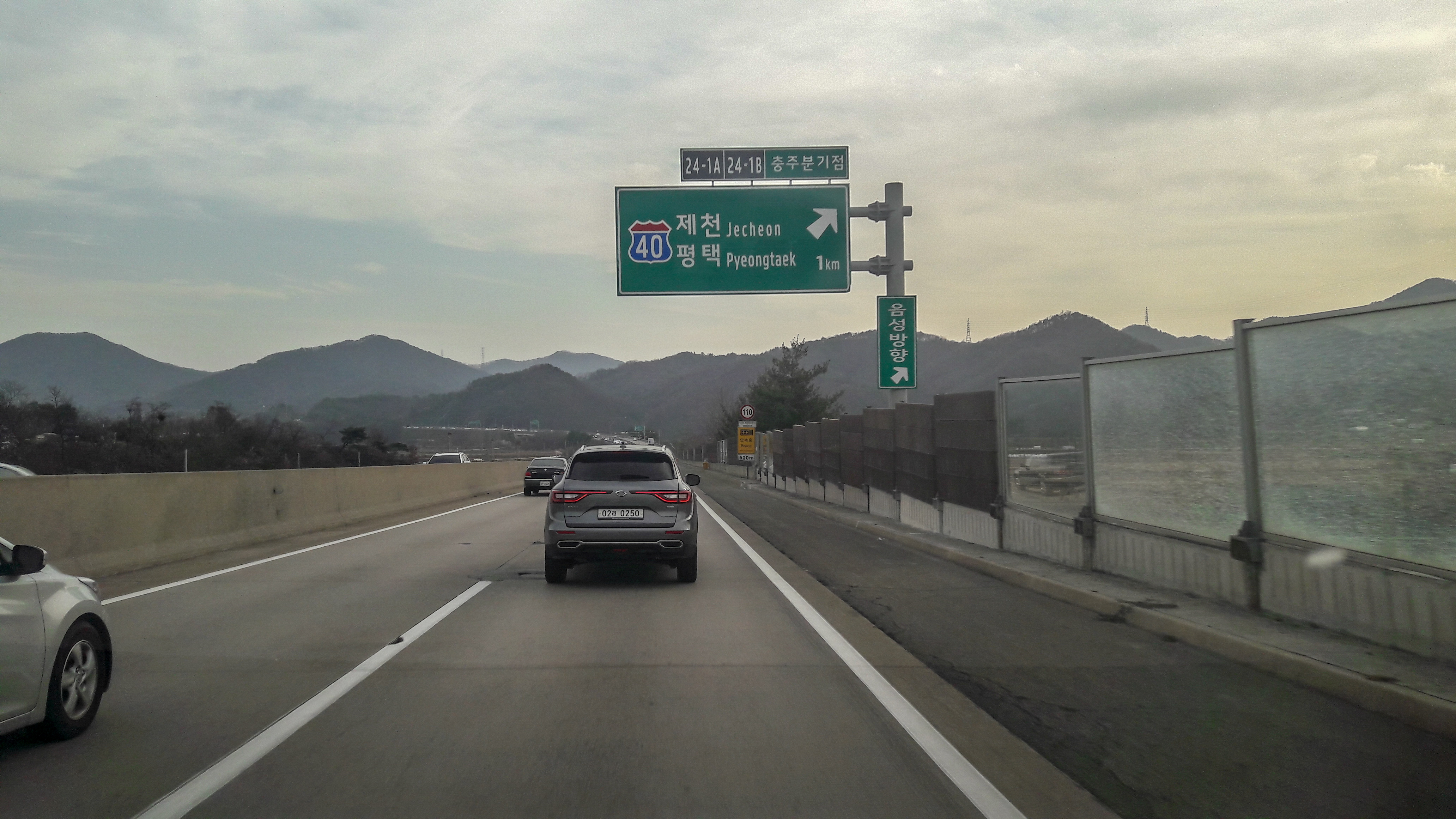
중부내륙고속도로 1km 표지판 (김천 방면)
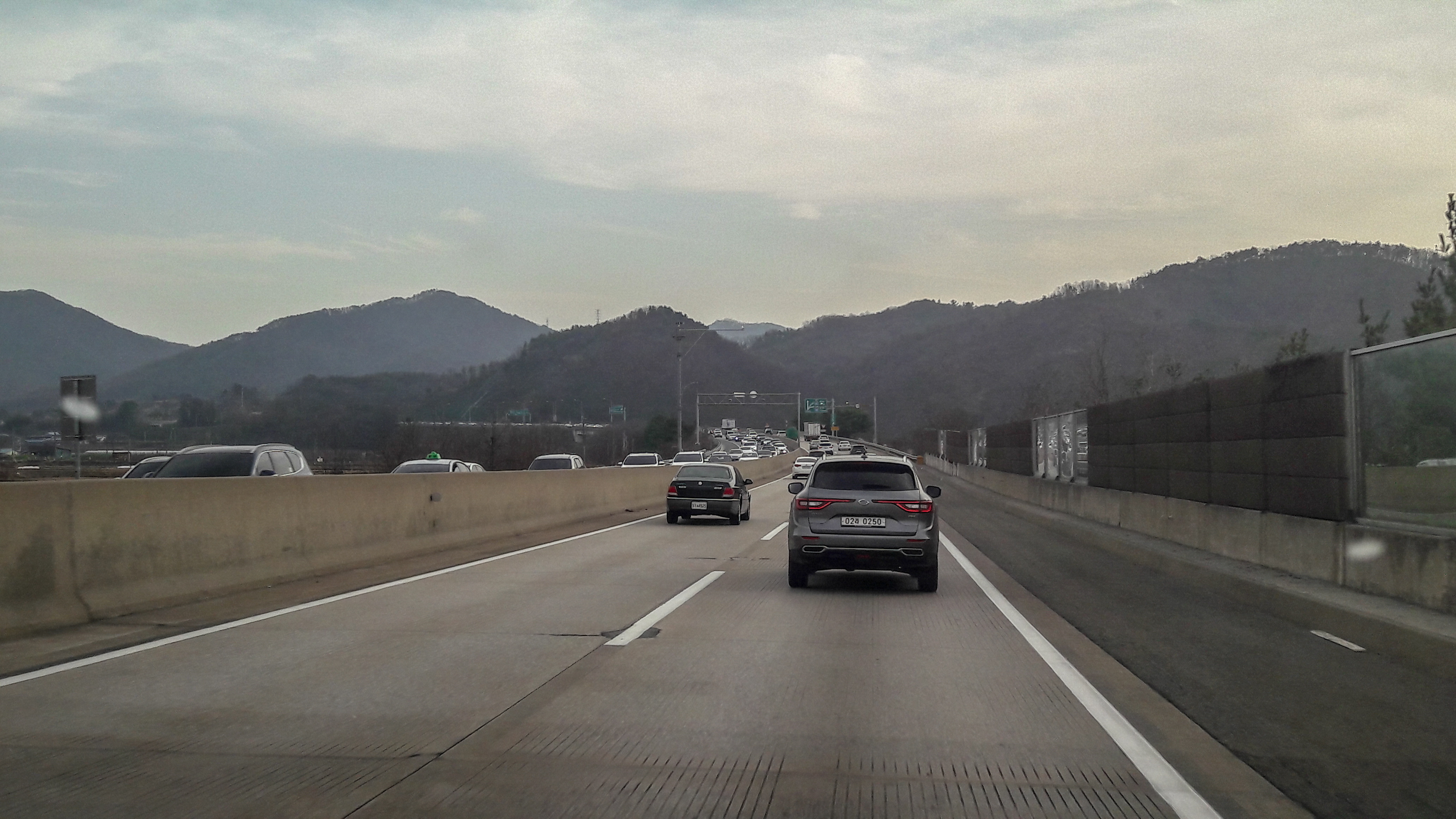
중부내륙고속도로 700m 지점 (김천 방면)
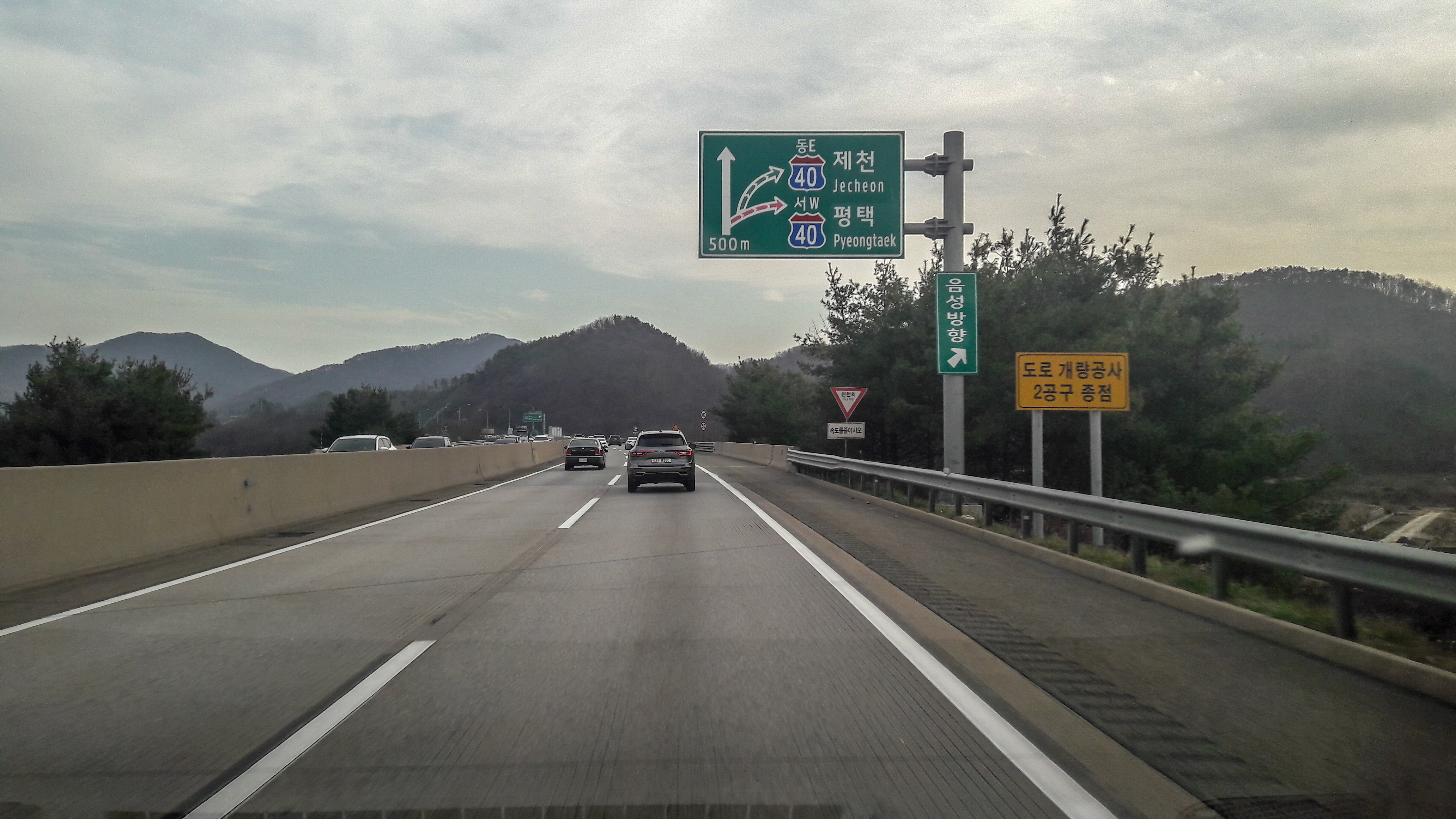
중부내륙고속도로 500m 표지판 (김천 방면)
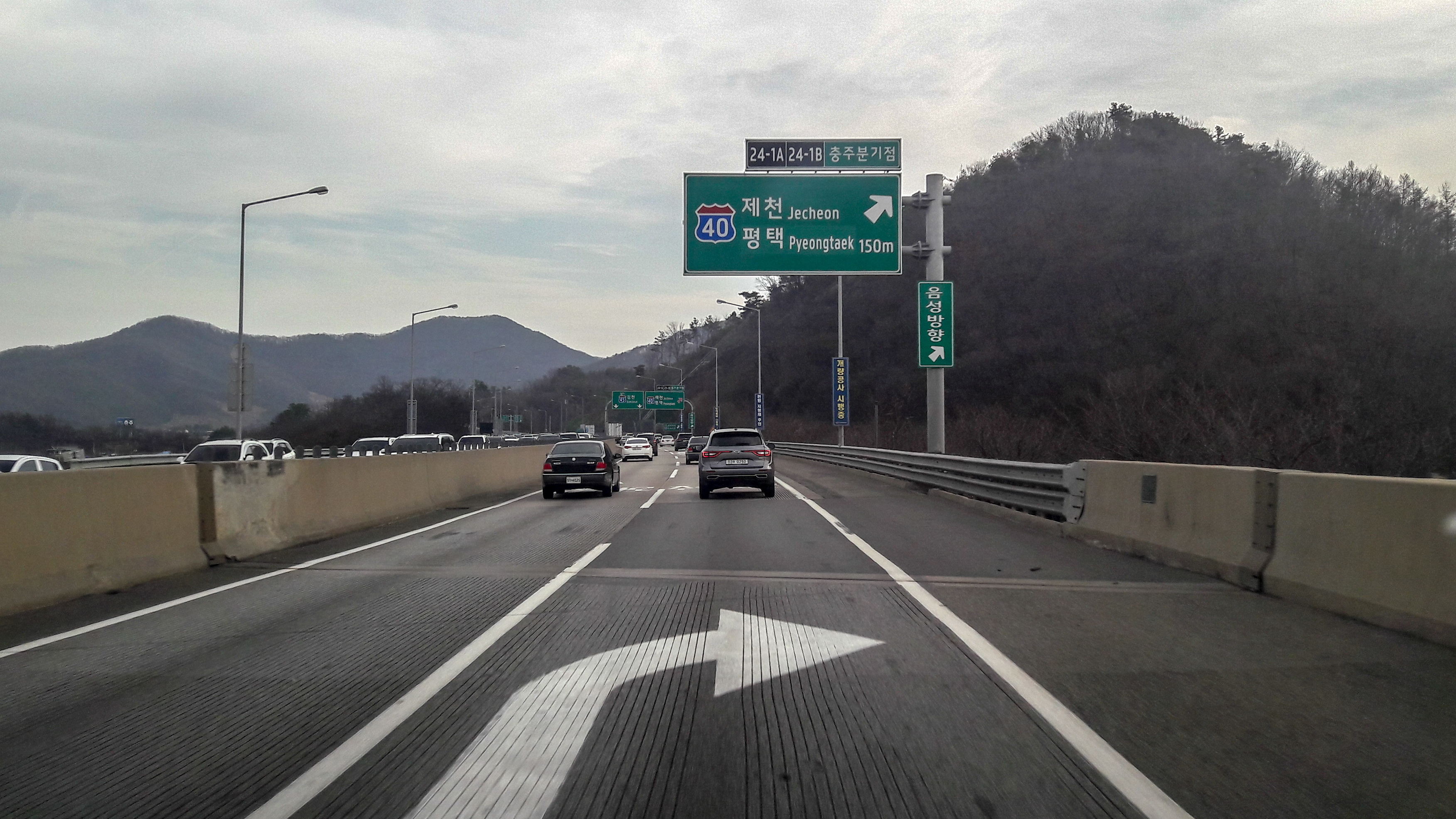
중부내륙고속도로 150m 표지판 (김천 방면)
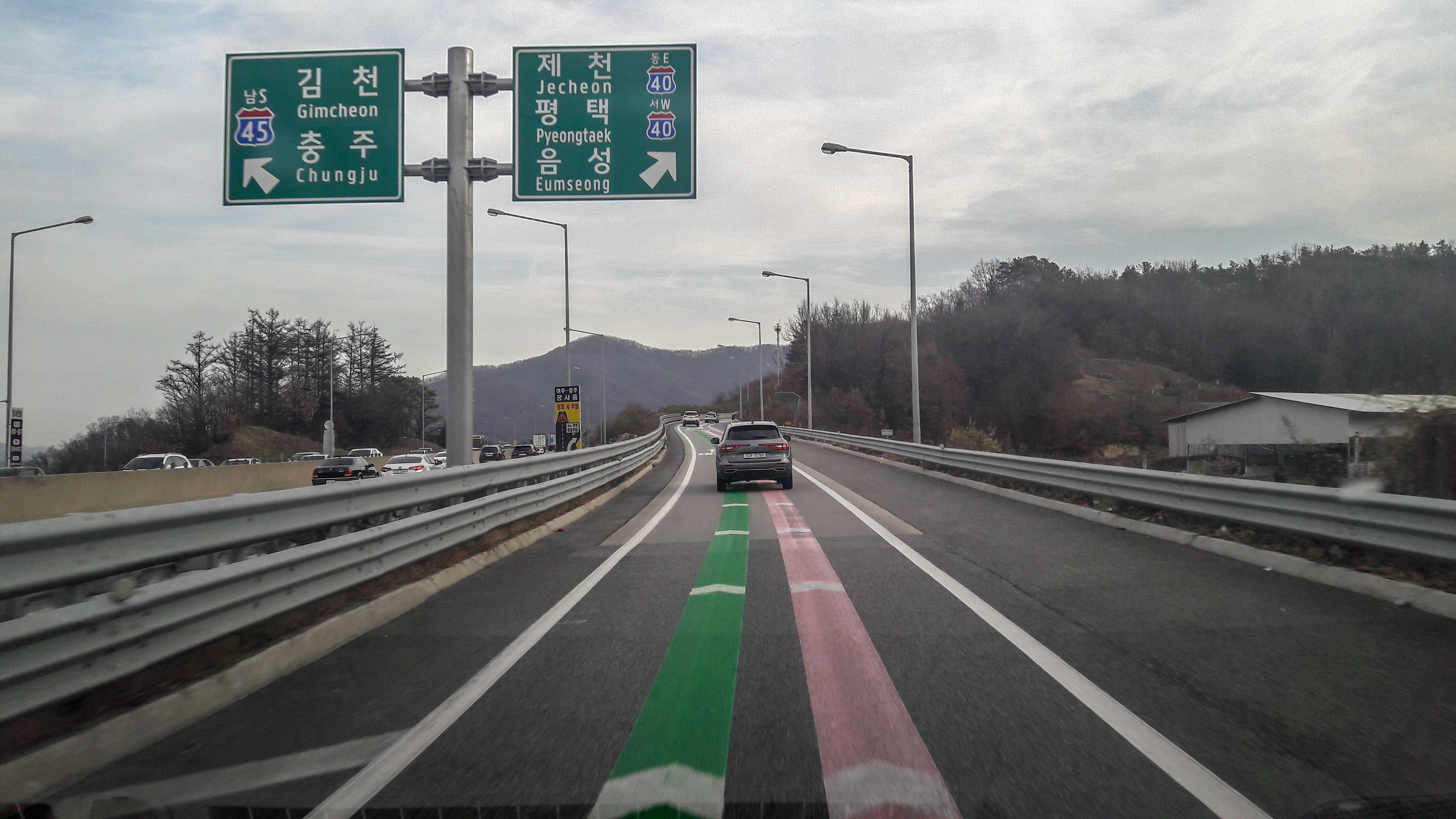
중부내륙고속도로 분기부 표지판 (김천 방면)
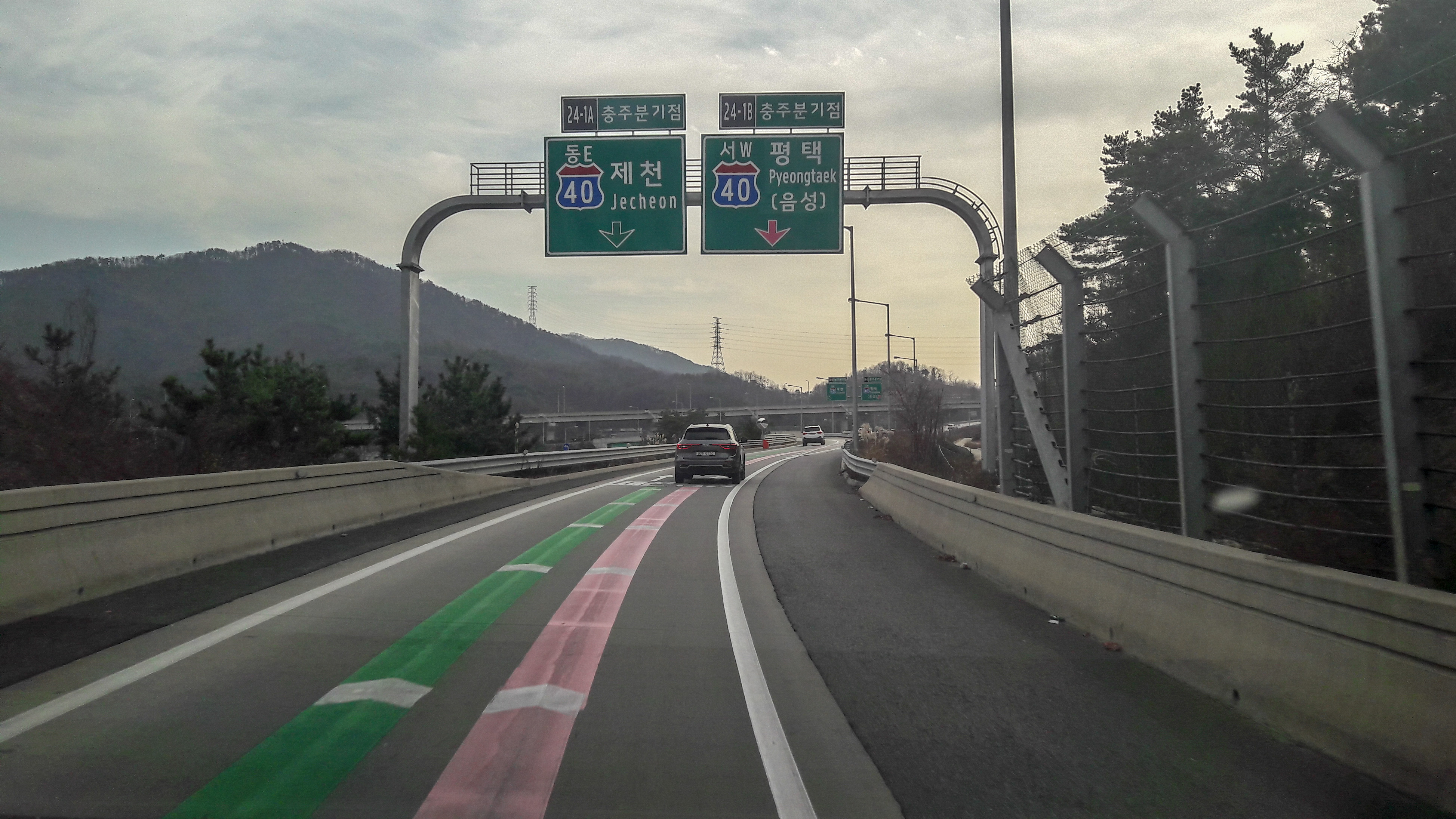
중부내륙고속도로 램프 표지판
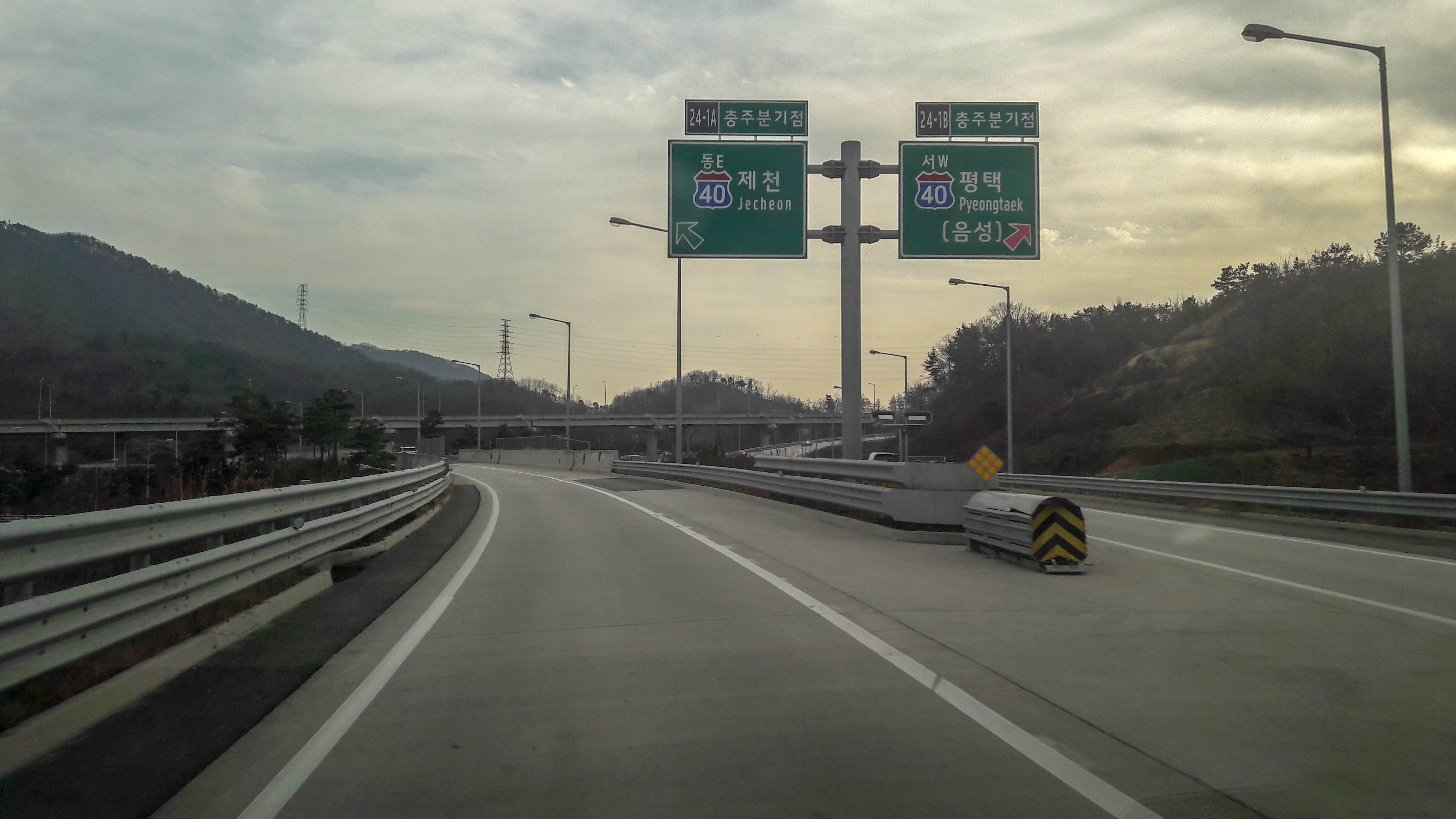
중부내륙고속도로 램프 분기부 표지판